# Saint-Jacut-les-Pins
Saint-Jacut-les-Pins (tiếng Breton: Sant-Yagu-ar-Bineg) là một xã ở tỉnh Morbihan trong vùng Bretagne tây bắc Pháp. Xã này có diện tích 22,81 km², dân số năm 1999 là 1552 người. Khu vực này có độ cao từ 2-88 mét trên mực nước biển.
Sông Arz forms all of the commune's northern border.
Cư dân của Saint-Jacut-les-Pins danh xưng trong tiếng Pháp là Jacutais.